# Hamida Shatur
Hamida Shatur, née le 6 novembre 1976 à Kinshasa, elle est une entrepreneuse congolaise, l'actuelle épouse de Vital Kamerhe, anciennement épouse de l'artiste JB Mpiana, puis de l'homme d'affaires Didi Kinuani. Elle est fondatrice de la société « HAM'S » sarl, qui évolue dans le secteur agricole au service des communautés locales,,. 